# Charles Manners-Sutton
Charles Manners-Sutton (17 febbraio 1755 – Lambeth, 21 luglio 1828) è stato un arcivescovo anglicano britannico, arcivescovo di Canterbury dal 1805 fino alla sua morte.

## Biografia
Quartogenito di Lord George Manners-Sutton e Diana Chaplin, studiò all'Emmanuel College dell'Università di Cambridge, dove ottenne la laurea e il titolo di Doctor of Divinity nel 1792.
Nel 1791 intanto era stato nominato decano di Peterborough, mentre due anni più tardi divenne decano di Windsor. Nel 1792 fu consacrato vescovo di Norwich e, nonostante i tentativi di intromissione del primo ministro, nel 1805 fu elevato arcivescovo di Canterbury. Pubblicò due sermoni, rispettivamente nel 1794 e nel 1797, e nel 1819 battezzò la futura Regina Vittoria.
Fu sposato con la cugina Mary Thoroton dal 1778 alla morte e la coppia ebbe dodici figli.